# Luis Beconi
Luis Alfredo Beconi (n. 1937) es un político argentino que ocupó el cargo de comisionado de Brandsen en dos oportunidades, la primera entre 1966 y 1973, durante la denominada Revolución Argentina, y la segunda entre 1976 y 1979, durante la última dictadura militar.

## Biografía
Luego de haber cursado sus estudios primarios y secundarios en el Colegio San José de Calabasanz, en Buenos Aires, ingresó a la Facultad de Ingeniería de la UBA, donde se recibió como agrimensor en 1960. Luego de desempeñarse, durante un breve periodo de tiempo, como ayudante de cátedra en dicha institución, se trasladó a la Patagonia, donde trabajó efectuando el relevamiento de las costas del río Negro. Econtrandose allí entre los años 1961 y 1964, realizó otras actividades, tales como el estudio y procesamiento de censos de tránsito, y también se desempeñó como Inspector de Obras de la Dirección Nacional de Vialidad, estando a cargo de uno de los tramos de la ruta nacional 22. En 1964 se trasladó a Brandsen y se incorporó como socio administrador en una estancia de su padre.
En 1961 contrajo matrimonio con Isabel Susana Buroni, con quién fue padre de cuatro hijos: María Gabriela, María Isabel, Luis Marcelo y Mercedes Cristina.

### Actividad política
El 28 de junio de 1966 el presidente Illia fue derrocado por un golpe militar, comandado por el general Onganía, dando comienzo así a la denominada Revolución Argentina. En Brandsen es desplazado el intendente Fernando Daguerre, asumiendo interinamente el teniente coronel Mario Herrero, quién luego fue reemplazado por Beconi, quién asumió el cargo el 1 de agosto de 1966, con solo 28 años de edad, siendo el intendente más joven de la provincia de Buenos Aires.
Durante sus años al frente del ejecutivo municipal se construyó el destacamento policial caminero en la intersección de las rutas 210 y 215, se licitaron 32 cuadras de pavimento, se inauguró la terminal de ómnibus, se amplió el cementerio municipal y se ampliaron las redes de telefonía y de alumbrado público, asimismo, también se impulsó la creación de la Asociación de Bomberos Voluntarios de Brandsen y se inició la construcción del Hospital Municipal Francisco Caram.
Durante la última dictaura militar volvió a estar al frente del ejecutivo municipal, asumiendo como comisionado -con cargo de intendente- entre los años 1979 y 1982. Durante este segundo período se concluyó y habilitó el servicio de internación del hospital municipal. Durante el año 2015 se especuló con su vuelta a la política, de la mano del PRO, y con una eventual candidatura a intendente que finalmente no prosperó. Actualmente reside en la ciudad de La Plata.